# 福岡市電
福岡市には狭義の市電、すなわち市営の路面電車は過去にも現在にも存在しない。
- 西鉄福岡市内線 - 1979年まで西日本鉄道が福岡市内で運行していた路面電車路線。市街電車の意。
- 福岡市交通局[誰?] - 1981年から福岡市内で地下鉄を運行する公営事業者。